# На территории Мильтона Ламки
«На территории Мильтона Ламки» (англ. In Milton Lumky Territory) — реалистический роман американского писателя-фантаста Филипа К. Дика, написанный в 1958 году. Роман долгое время отвергался потенциальными издателями, только после смерти писателя издательство Dragon Press опубликовала роман в 1985 году.

## Сюжет
Молодой человек с коммерческой жилкой случайно встречает свою бывшую школьную учительницу, которая его не узнаёт. Между ними начинаются отношения: экс-учительница, которая недавно развелась, не только просит его помочь ей с мини-предприятием «Копировальные услуги», но и намекает на совместную жизнь. Молодой человек увольняется с работы и, полный энтузиазма, берётся за дело. 

## История публикации
Роман был опубликован в двух вариантах издания: первый включал в себя кожаный переплёт, снабжённый подписью одного из аннулированных чеков автора (50 шт.) и в матерчатом переплёте, включая суперобложку (950 шт.). Именно последний вариант был вскоре переиздан в мягкой обложке в 2006 году. 